# مناقشة السياسة الخارجية النازية
كانت السياسة الخارجية وأهداف الحرب للنازيين موضع جدل بين المؤرخين. حكم النازيون ألمانيا بين عامي 1933 و1945. كان هناك خلاف حول ما إذا كان أدولف هتلر يهدف فقط إلى التوسع والهيمنة الأوروبية، أو ما إذا كان يخطط لإمبراطورية عالمية طويلة الأمد.

## المستعمرون ضد العولمة

### فريتز فيشر
فريتز فيشر، مؤرخ قاري قام بعمل مكثف في التاريخ الألماني، يدعي في كتابه من كايزريش إلى الرايخ الثالث: عناصر الاستمرارية في تاريخ ألمانيا، 1871-1945  أن السياسة الخارجية كانت مجرد اتجاه مستمر لسياسات أوتو فون بسمارك الامبريالية؛ أراد هتلر إمبراطورية لحماية المصالح الألمانية في وقت لا يوجد استقرار اقتصادي والضغط من الإمبراطوريات العالمية المتنافسة.